# 西条町馬木
西条町馬木（さいじょうちょううまき）とは、広島県東広島市の大字。全域で住居表示未実施である。

## 概要
西条地区南部に位置しており、黒瀬地区に面する。町内は東広島呉自動車道の馬木インターチェンジも設置されており、西条・黒瀬地区両方面の玄関口の一つとなっている。
国道375号線と黒瀬川沿いに、南北に細長い集落が広がる。八幡神を祀る久善田（くぜんた）神社が町内にあり、秋季例祭では神楽が披露される。
町名は「牧」が転訛したものだと考えられており、実際古代には当地に牧があったと推測されている。旧板城村村域の一部であり、同村の役場が当地に置かれていた。

## 沿革
- 1889年（明治22年）4月1日 - 町村制施行。賀茂郡馬木村他4村が合併し、賀茂郡板城村が発足する。馬木村は「馬木」として板城村の大字となる[4][5]。
- 1955年（昭和30年）3月31日 - 板城村が分割され、隣接する西条町、黒瀬町に編入されて消滅する。馬木は西条町に編入され、西条町の大字となる[4][5]。
- 1974年（昭和49年）4月20日 - 西条町が周辺3町と合併し、東広島市が発足。馬木は「西条町馬木」として東広島市の大字となる[4][6]。
- 2007年（平成19年）11月3日 - 東広島呉自動車道の上三永IC～馬木IC間が開通。町内に馬木ICが設置される[7]。
- 2015年（平成27年）3月15日 - 東広島呉自動車道の馬木IC～黒瀬ICが開通し、同自動車道が全線開通となる[7]。

## 交通

### 鉄道
町内を山陽新幹線が通るが、駅はない。最寄り駅は東広島駅。

### バス
JRバス中国の路線バスが利用可能である。
- 西条駅 - 広大西口 - 広島国際大学
- 西条駅 - 東広島駅 - 広島国際大学
- 西条駅 - 御薗宇 - 広島国際大学 - 広駅 - 呉駅

### 道路

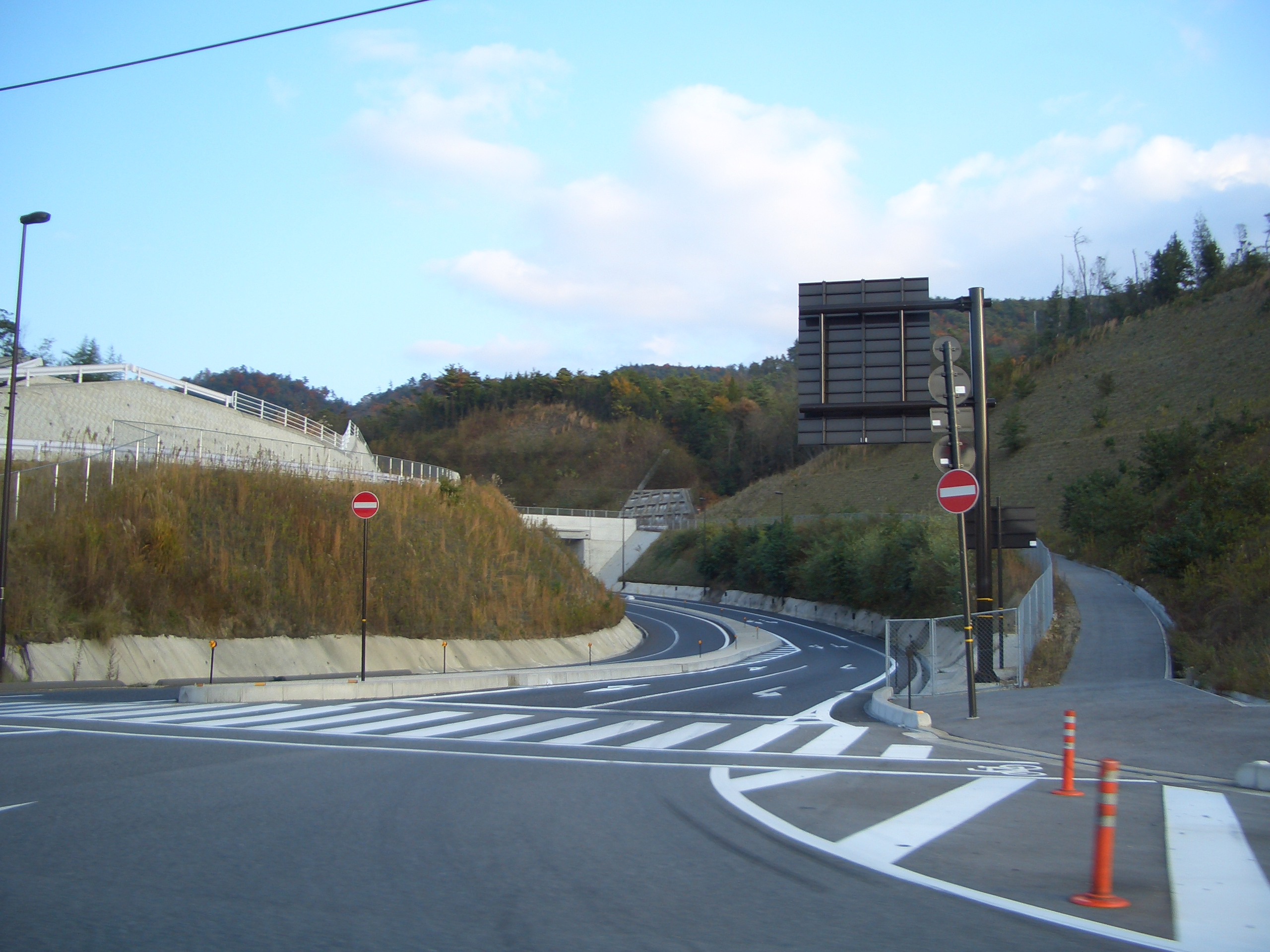
馬木IC

#### 高速道路
- 東広島呉自動車道 - 馬木IC

#### 一般国道
- 国道375号線

#### 主要地方道
- 広島県道67号馬木八本松線

## 施設・名所など
- 久善田（くぜんた）神社

## 学区
公立小・中学校に通学する場合、板城小学校ならびに向陽中学校に通学することになる。

## 面積
2020年時点での面積は4.544964137km2である。

## 世帯数・人口
2025年1月末での世帯数は189世帯、人口は392人である。